# Кідрук Максим Іванович
Максим Іванович Кідрук (нар. 1 квітня 1984, Володимирець) — український письменник, автор романів «Доки світло не згасне назавжди», «Де немає Бога», «Зазирни у мої сни», «Не озирайся і мовчи», «Жорстоке небо», «Твердиня», а також низки тревелогів. За освітою інженер-енергетик. Загалом побував більше ніж у 30 країнах, серед яких Танзанія, Мексика, Еквадор, Перу, Китай, Чилі, Бразилія, Ангола, Намібія, Нова Зеландія та інші.

## Життєпис
Народився 1 квітня 1984 року в селищі Володимирець Рівненської області.
Навчався у фізико-математичному класі з посиленим вивченням іноземної мови. У 2001 році закінчив школу із золотою медаллю. Того ж року вступив на Механіко-енергетичний факультет в Рівненському університеті водного господарства (спеціальність «Теплоенергетика»). На третьому курсі почав працювати на російську компанію «АСКОН» програмістом. Займався розробкою CAD-систем.

Бренд-лого Кідрука

2005 переїхав до Києва. Вступив до аспірантури НТУУ «КПІ» на Теплоенергетичний факультет.
2007 року Максим Кідрук виграв грант на навчання за кордоном і виїхав на проживання до Стокгольма (Швеція), де вступив до аспірантури Королівського технологічного інституту. Наукового ступеня у Швеції не здобув через те, що достроково покинув аспірантуру. Почав мандрувати Європою.
Впродовж 2007—2008 рр. побував у Фінляндії, Норвегії, Італії, Франції, Балтійських країнах.

## Творчість

### Тревелоги
Влітку 2008 року Кідрук вирушає у тривалу подорож Мексикою. Вона стала першою великою мандрівкою за океан. Результатом поїздки стала книга «Мексиканські хроніки. Історія однієї Мрії», яка у 2009 здобула II премію на конкурсі «Коронація слова». За його словами, ця країна мала для нього важливе значення:
|  | Далека латиноамериканська країна випалювала мозок, надила, немов кароока східна красуня спокушала своїми розкішними принадами. І тоді я остаточно зрозумів: у мене є Мрія, ім'я її — Мексика |

Влітку 2009 здійснюється ще одна велика подорож — до Південної Америки (Еквадор, Перу, Чилі) та острова Пасхи, де Макс Кідрук став першим офіційно зареєстрованим українцем. На основі цієї поїздки було написано книгу «Подорож на Пуп Землі» (у двох томах), яка вийшла друком у 2010 році. У ній Кідрук розказує про причини, що спонукали його покинути навчання в аспірантурі і повернутися зі Швеції до України:
|  | Швеція дала мені багато чого. Швеція змінила мене. Можливо, допомогла стати таким, яким я мріяв стати все своє життя. Попри це я залишав Стокгольм. Я свідомо відкидав усі перспективи — оті казкові шведські перспективи на легке, розмірене та забезпечене життя — і повертався в Україну. І була тому одна єдина причина: нудьга не має перспектив. |

Того ж року «Мексиканські хроніки» займають друге місце у конкурсі «Книга року від журналу Корреспондент». Пізніше в грудні Кідрук через сварку з дівчиною вирушає у мандри до Пантаналу (Бразилія). Ця мандрівка лягла в основу книги «Любов і піраньї».
Зимою 2010—2011 років Кідрук мандрує країнами Близького Сходу (Ліван, Сирія, Йорданія та Єгипет). Цілий місяць проводить у пустелі Сахара, відвідавши всі п'ять оаз: Дахла, Аль-Харґа, Фарафра, Бахарія та Сива. На початку лютого, повернувшись із Сахари, письменник став свідком єгипетської революції.
У квітні 2011 року вирушив до Нової Зеландії в рамках акції «На Зеландію!», організованої разом із Сергієм Притулою. За словами учасників акції, її мета — «„передати привіт“ новозеландцям, відплативши тим самим за безсоромний конкурс „Win a Ukrainian Wife“».
У грудні 2011 — лютому 2012 року мандрував Намібією та Анголою.
У квітні 2014 році вийшла автобіографічна книга «На Зеландію!», у якій Максим Кідрук змалював свої враження від подорожей Сахарою і єгипетської революції в Каїрі, історії у аеропорті Дамаска та помсту в рамках акції «На Зеландію!».

### Технотрилери
На початку 2012 року Кідрук заявив про завершення роботи над першим українським техно-трилером. Книга під назвою «Бот» вийшла друком 25 вересня 2012 року у видавництві «Клуб Сімейного Дозвілля». Роман стартував на 16-му місці у ТОП-20 мережі книгарень «Є». Після двох тижнів продажів книга піднялась на 2-гу позицію.
У вересні 2013 року з'явився технотрилер Максима Кідрука «Твердиня». 13—14 вересня роман презентовано на 20-му Форумі видавців у Львові, а 17 вересня — у Києві в книгарні «Є». Тур на підтримку книги «Твердиня» складався з 28 міст і більше ніж 38 презентацій.
Восени 2014 року у видавництві «Клуб сімейного дозвілля» вийшов друком трилер «Жорстоке небо» — роман-катастрофа з елементами детективу, який автор характеризує як перший український роман про українську авіацію. У книзі розповідається драматична історія про розслідування авіакатастрофи українського літака у Франції, частково заснована на реальних подіях. Однією з особливостей роману є те, що головним героєм стала жінка.
Тур на підтримку книги «Жорстоке небо» складався з 23 міст і 24 презентацій.

### Інше
У квітні 2015 року на замовлення польського видавництва Akurat з'явилася публіцистична книга «Ja, Ukrainiec». Українське видання надрукувало видавництво «Клуб сімейного дозвілля» під назвою «Небратні». У книзі аналізується історія відносин України та Росії від визвольної війни під проводом Богдана Хмельницького до Євромайдану та війни на Сході.

## Бібліографія

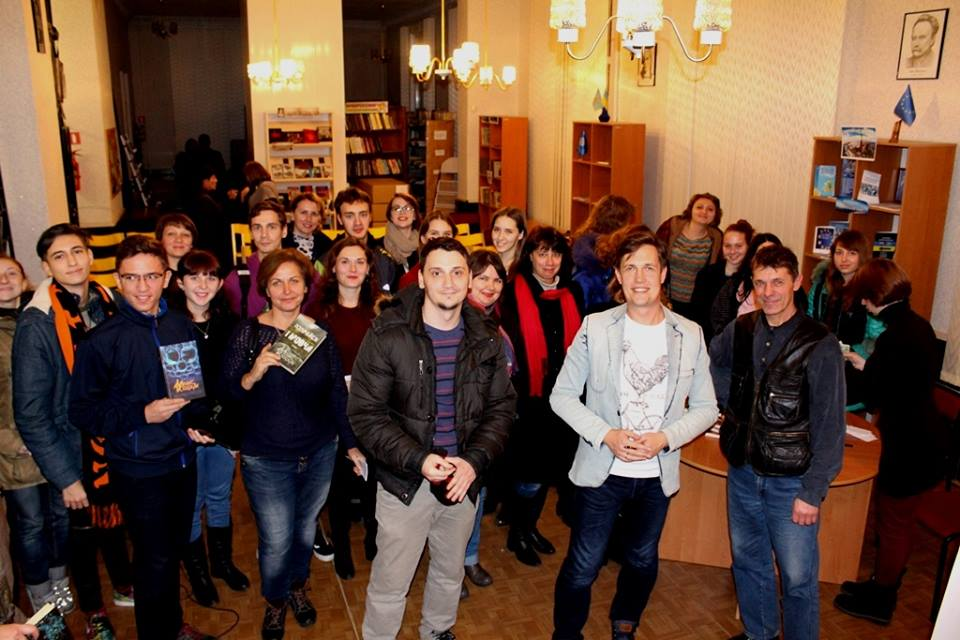

### Художні книги
- 2012 — «Бот: Атакамська криза» — Харків: Книжковий клуб «Клуб Сімейного Дозвілля», 484 с. — ISBN 978-966-14-4005-9
- 2013 — «Твердиня» — Харків: Книжковий клуб «Клуб Сімейного Дозвілля», 592 с. — ISBN 978-966-14-5686-9
- 2014 — «Жорстоке небо» — Харків: Книжковий клуб «Клуб Сімейного Дозвілля», 608 с. — ISBN 978-966-14-7843-4
- 2015 — «Бот: Ґуаякільський парадокс» — Харків: Книжковий клуб «Клуб Сімейного Дозвілля», 512 c. — ISBN 978-966-14-9632-2
- 2016 — «Зазирни у мої сни» — Харків: Книжковий клуб «Клуб Сімейного Дозвілля», 528 с. — ISBN 978-617-12-1504-7
- 2017 — «Не озирайся і мовчи» — Харків: Книжковий клуб «Клуб Сімейного Дозвілля», 512 с. — ISBN 978-617-12-3865-7[17]
- 2018 — «Де немає бога» — Харків: Книжковий клуб «Клуб Сімейного Дозвілля», 480 с. — ISBN 978-617-12-4950-9[18]
- 2019  — «Заради майбутнього»[19] — Харків: Книжковий клуб «Клуб Сімейного Дозвілля», 304 с. — ISBN 978-617-12-5961-4[20]
- 2019  — «Доки світло не згасне назавжди» — Харків: Книжковий клуб «Клуб Сімейного Дозвілля»[21] — ISBN 978-617-12-6116-7
- 2023  — «Нові Темні Віки. Колонія»[22] — Бородатий тамарин, 904 с.

### Тревелоги
- 2009 — «Мексиканські хроніки. Історія однієї мрії» — Київ: Нора-Друк, серія «Мандри», 304 с. — ISBN 978-966-2961-46-1
- 2010 — «Подорож на Пуп Землі. Том 1.» — Київ: Нора-Друк, серія «Мандри», 256 с. — ISBN 978-966-2961-60-7
- 2010 — «Подорож на Пуп Землі. Том 2.» — Київ: Нора-Друк, серія «Мандри», 224 с. — ISBN 978-966-2961-61-4
- 2011 — «Навіжені в Мексиці» — Харків: Книжковий клуб «Клуб Сімейного Дозвілля», 288 с. — ISBN 978-966-14-1253-7
- 2011 — «Навіжені в Перу» — Харків: Книжковий клуб «Клуб Сімейного Дозвілля», 304 с. — ISBN 978-966-14-1188-2
- 2011 — «Любов і піраньї» — Київ: Нора-Друк, серія «Мандри», 322 с. — ISBN 978-966-29-6148-5
- 2014 — «На Зеландію!» — Харків: Книжковий клуб «Клуб Сімейного Дозвілля», 256 с. — ISBN 978-966-14-6310-2

### Публіцистичні книги
- 2015 — «Небратні» — Харків: Книжковий клуб «Клуб Сімейного Дозвілля», 304 с. — ISBN 978-966-14-8789-4

### Науково-популярна література
- 2023 — Теорія неймовірності. Сімдесят історій про все на світі — Бородатий Тамарин, 304 с.

### Книги у співавторстві
- 2011 — «20 письменників сучасної України»[23] — Харків: Фоліо. (у співавторстві), 388 с. — ISBN 978-966-03-5741-9
- 2011 — «Письменники про футбол» — Харків: Книжковий клуб «Клуб Сімейного Дозвілля», 288 с. (у співавторстві) — ISBN 978-966-14-1385-5
- 2014 — «Ода до радості» — Харків: Книжковий клуб «Клуб Сімейного Дозвілля», 272 с. (у співавторстві) — ISBN 978-966-14-7630-0
- 2015 — «Волонтери. Мобілізація добра» — Харків: Книжковий клуб «Клуб Сімейного Дозвілля», 256 с. (у співавторстві) — ISBN 978-966-14-8777-1
- 2015 — «ДНК»  — Харків: Книжковий Клуб «Клуб Сімейного Дозвілля» — автор одного з оповідань книги — ISBN 978-617-12-1460-6
- 2023 — Вежа через [ó]  — Київ: Комора — автор одного з оповідань книги — ISBN 978-617-72-8685-0[24]

### Переклади
- 2012 — «Wodka für den Torwart: 11 Fußball-Geschichten aus der Ukraine» (німецькою) — Берлін: edition.fotoTAPETA, 208 с. (у співавторстві) — ISBN 978-3-940524-16-4
- 2013 — «Бот» (російською) — Харків: Книжковий клуб «Клуб Сімейного Дозвілля», 468 с. — ISBN 978-5-9910-2625-3
- 2014 — «MAJDAN!: Ukraine, Europa.» (німецькою) — Берлін: edition.fotoTAPETA, 160 с. (у співавторстві) — ISBN 978-3-940524-28-7
- 2014 — «Bot» (польською) — Варшава: Видавництво «Akurat», 624 с. — ISBN 978-83-7758-770-6
- 2015 — «Ja, Ukrainiec» (польською) — Варшава: Видавництво «Akurat», 592 с. — ISBN 978-83-287-0004-8

### Технічні книги
- 2008 — Кидрук Максим. ArCon: Дизайн интерьеров и архитектурное моделирование для всех. — Питер, 2008. — ISBN 978-5-91180-900-3;
- 2009 — Кидрук Максим. КОМПАС-3D V10 на 100 %. — Питер, 2009. — ISBN 978-5-388-00375-1.
- 2009 — Кидрук Максим. Видеосамоучитель по КОМПАС-3D (DVD). — Питер, 2009. — ISBN 978-5-388-00701-8.
- 2010 — Кидрук Максим. Работа в системе проектирования Компас-3D V11. — Эксмо, 2010. — ISBN 978-5-699-38182-1.

## Популяризація подорожування

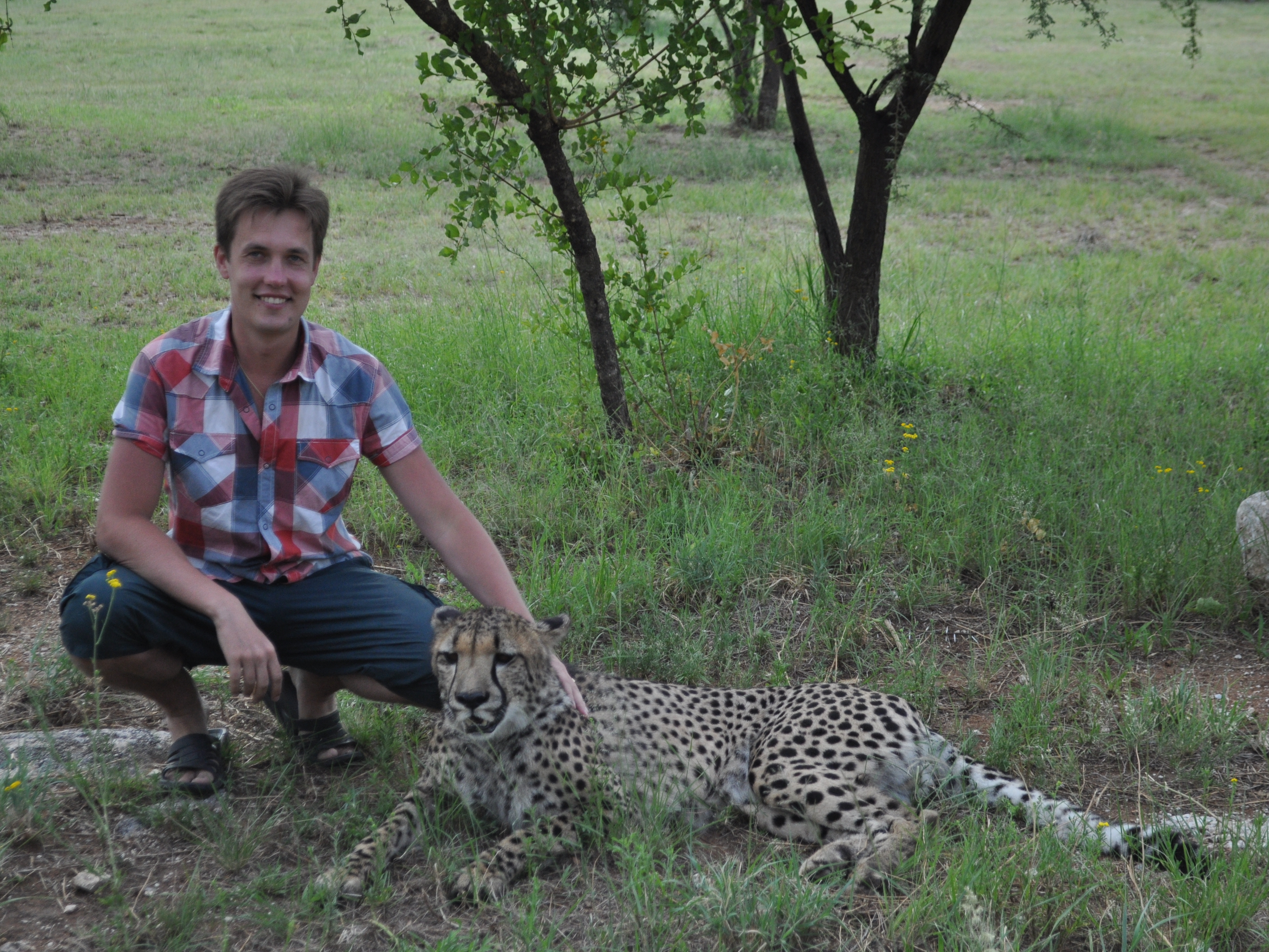
З гепардом у Намібії

Перебуваючи в Намібії, Макс Кідрук зняв відеоролик «Азаров, ай-яй-яй!» [Архівовано 10 травня 2012 у Wayback Machine.], на якому африканське плем'я хімба розмовляє українською. Африканці чітко вимовляють фрази «Азаров, як тобі не соромно?», «Коли ти вивчиш мову?» та «Азаров, ай-яй-яй!». Відео стало популярним в інтернеті.
Періодично Максим читає у «Кругозорі» курс «Як самостійно організувати подорож Латинською Америкою». Розповідає, як скласти маршрут, зробити мандрівку максимально економною, отримати візи тощо.
Кідрук співпрацює з українськими журналами. Опублікував більше 40 статей про подорожі в журналах «МАНДРИ», «Український тиждень», «РІА Львів», «Большая прогулка», газеті «Високий замок». Оповідання та критичні статті вийшли друком у літературному журналі «Дніпро», газеті «Літературна Україна».
У листопаді 2014 року Максим Кідрук спільно з організацією «Література. РВ» розпочали науково-популярний проект «Quantum» у Рівному. Метою цього проекту є розширення світогляду глядачів, адже серед тем лекцій різноманітні лекції про космічні тіла та квантову фізику.

## Політична діяльність
На парламентських виборах 2012 року Максим Кідрук балотувався до Верховної Ради України від партії УДАР Віталія Кличка по 99-му виборчому округу (м. Кіровоград). У результаті виборів Кідрук посів третє місце, набравши 11115 голосів; виграв вибори висуванець від партії «Батьківщина» Андрій Табалов (28 783 голосів).
У червні 2018 підтримав відкритий лист діячів культури, політиків і правозахисників із закликом до світових лідерів виступити на захист ув'язненого у Росії українського режисера Олега Сенцова й інших політв'язнів.

## Особисте життя
Батько — український письменник-гуморист Кідрук Іван Миколайович.
Одружений з Тетяною Кідрук, дітей не має.

## Відкриття видавництва
У 2022 Макс Кідрук відкриває власне видавництво — «Бородатий Тамарин». Це спільний проєкт Макса і Тетяни Кідруків, першою із книжок якого, стануть «Нові Темні Віки». Видавництво «Бородатий Тамарин» спеціалізуватиметься на нонфікшні та науковій фантастиці.
«Наголошу: цей проєкт — не самвидав Кідрука. Від самого початку ми розуміли, що публікуватимемо інші тексти, як перекладні, так і українські. Ми не ганятимемося за бестселерами, а добиратимемо книжки, які читаємо самі й яких, на нашу думку, не вистачає українському ринкові. І найважливіше — ми налаштовані серйозно заморочуватися. Невдовзі ви зрозумієте наскільки. Якби не російське вторгнення, ми стартували б одразу з кількох найменувань. Та навіть попри війну ми вже підписали договір з одним закордонним автором. І якщо з „Новими Темними Віками“ все буде гаразд (а за нинішніх умов це дуже велике якщо), ми невдовзі анонсуємо нашу першу перекладну книжку», — пише Макс Кідрук на своїй сторінці у Facebook.